# The Martian
The Martian (conocida en Hispanoamérica como Misión rescate y en España como Marte (The Martian),) es una película estadounidense de ciencia ficción de 2015 dirigida por Ridley Scott y escrita por Drew Goddard. Sus protagonistas son Matt Damon, Jessica Chastain, Kristen Wiig, Jeff Daniels, Michael Peña, Kate Mara, Sean Bean, Sebastian Stan, Aksel Hennie, Donald Glover, Mackenzie Davis y Chiwetel Ejiofor. La película está basada en la novela de Andy Weir publicada en 2011 El marciano (The Martian).

## Resumen
En 2035, durante una misión a Marte de la nave tripulada Ares III, una fuerte tormenta se desata, por lo que, tras haber dado por desaparecido y muerto al astronauta Mark Watney, sus compañeros toman la decisión de irse; sin embargo, ha sobrevivido, pero está solo y con pocos recursos en el planeta. Con muy pocos medios, deberá recurrir a sus conocimientos, su sentido del humor y un gran instinto de supervivencia para lograr sobrevivir y comunicar a la NASA que todavía está vivo, esperando que acudan en su rescate, mientras que los científicos de la NASA necesitan la ayuda de otras agencias espaciales y de las mentes más brillantes del planeta Tierra para realizar una misión de rescate.

## Argumento
En 2035, la tripulación de la misión a Marte Ares III está explorando Acidalia Planitia en el día marciano o sol 18 de una misión de 31 soles. Una tormenta de polvo les obliga a abandonar la misión y regresar a la nave en órbita “Hermes”. Durante la evacuación, el astronauta Mark Watney es golpeado por una antena y se pierde en la tormenta; la telemetría de su traje indicó descompresión y pérdida de signos vitales antes de apagarse. Con los restantes miembros de la tripulación en peligro de no poder despegar por la fuerza de la tormenta, la comandante Melissa Lewis da la orden de despegue del VAM (Vehículo de Ascensión de Marte) sin él. La NASA anuncia que Watney ha muerto y hace un funeral en su honor. 
Tras la tormenta, en Marte, Watney es despertado por la alarma de bajo nivel de oxígeno de su traje y como puede, regresa al “Hab” (Hábitat), la base de operaciones de la tripulación en Marte. Se extrae una pieza de antena del abdomen, que había perforado su traje y destruido su biomonitor, lo que dio lecturas erróneas de sus signos vitales, se cura con grapas la herida, e inicia un vídeo diario. Es consciente de que su única posibilidad de rescate es la llegada de la misión Ares IV al cráter Schiaparelli, a 3200 kilómetros de distancia, dentro de cuatro años, y que va a necesitar sus conocimientos científicos para sobrevivir. Tras calcular que tiene comida para solo 300 soles (aproximadamente 309 días terrestres), Watney, ingeniero mecánico y botánico, improvisa un campo de cultivo, dentro del Hab con suelo marciano fertilizado con excrementos de la tripulación empaquetados al vacío, agua fabricada extrayendo hidrógeno de hidracina, un combustible de cohete sobrante, oxidándola mediante combustión, y patatas reservadas para una comida del Día de Acción de Gracias. También limpia los paneles solares del Hab y empieza a modificar el único rover funcional para hacer el largo viaje a través de Marte mediante sobrantes de la expedición en la que participaba.
Al revisar fotos de satélite de Marte, siguiendo instrucciones de Vincent Kapoor, director de la misión, la especialista en satélites Mindy Park se da cuenta de que hay cambios en la posición de ciertas instalaciones, lo que significaría que Watney ha sobrevivido. A pesar de las objeciones de Mitch Henderson, director de vuelo de la Hermes, el director de la NASA Teddy Sanders decide no informar a la tripulación, creyendo que les distraería de su misión.
Watney viaja con el rover para rescatar restos que le sirvan para sobrevivir, y tiene la idea de recuperar la sonda Pathfinder, con la que se perdieron las comunicaciones en 1997. Utilizando la cámara del módulo de descenso, establece una rudimentaria comunicación con el equipo del JPL. La NASA interpreta sus movimientos mediante las fotos satelitales y reúne a los desarrolladores originales del Pathfinder, que reactivan los viejos sistemas y le envían instrucciones para modificar el rover y, a través de la Pathfinder, logran comunicarse por mensajes de texto. Watney se enfada cuando le dicen que la tripulación no ha sido informada de su supervivencia, y Sanders autoriza a Henderson a informarles.
Considerando que el cultivo de patatas le permitiría sobrevivir hasta el sol 900, Henderson y Bruce Ng, director del JPL,  preparan un plan para enviar una sonda espacial a Marte con suministros para Watney, con suficiente comida hasta la llegada del Ares IV. Cuando un fallo en la esclusa del Hab provoca una descompresión explosiva, las plantas de Watney mueren y Sanders ordena acelerar los trabajos de la misión de suministro saltándose las inspecciones de seguridad. Desafortunadamente, el lanzador con la sonda de suministro explota inmediatamente tras el despegue.
La Administración Espacial Nacional China ofrece a la NASA la Taiyang Shen, una lanzadera espacial secreta que podría llevar una carga a Marte. Mientras tanto, el físico astrodinámico del JPL Rich Purnell ha calculado una maniobra de asistencia gravitatoria para enviar a la Hermes de vuelta a Marte más rápidamente, utilizando la lanzadera china para abastecerla para su viaje adicional de 18 meses. Para ello realiza una reunión secreta a la que llaman "Proyecto Elrond"; en dicha reunión les simplifica los detalles de la maniobra y Sanders rechaza el plan porque no quiere arriesgar las vidas de la tripulación sobreviviente. Henderson, a escondidas, envía los detalles a la Hermes donde Lewis y su tripulación votan por unanimidad ejecutar el plan desconectando la posibilidad de que la NASA pueda detenerles. Ted Sanders termina aceptando el reabastecer a la Hermes mientras vuela alrededor de la Tierra, usando la gravedad para acelerar de vuelta hacia Marte.
Después de 461 soles, Watney inicia su viaje de 90 soles hacia el cráter Schiaparelli, donde el VAM de la misión Ares IV ya ha aterrizado. Para poder alcanzar a la Hermes a su paso sobre Marte, Watney tiene que hacer modificaciones drásticas en el VAM para reducir su masa y superar la gravedad de Marte, retirando equipo del interior, las ventanas, el morro y paneles exteriores; Watney llevará su traje espacial puesto y no tendrá acceso a controles, así que la nave deberá ser operada a distancia desde la Hermes; lo lanzan pero no alcanza ni la altura ni la velocidad planeadas. La Hermes utiliza sus cohetes de maniobra para cambiar de trayectoria y una descompresión de su propia atmósfera interna para frenar. Lewis utiliza una mochila propulsada mediante gas nitrógeno a presión para acercarse a la nave de Watney, pero no puede alcanzarlo. Watney pincha el guante de su traje y utiliza el chorro de aire que escapa como un cohete en miniatura para acercarse a Lewis. La tripulación se reúne y por todo el mundo multitudes celebran la noticia.
Después de volver a la Tierra, Watney inicia una nueva vida como instructor de supervivencia para los nuevos candidatos a astronautas. Cinco años después, con ocasión del lanzamiento de la misión Ares V, aquellos involucrados en el rescate de Watney han vuelto a sus vidas o iniciado nuevas actividades. Se puede ver que Martínez viaja como comandante de la "Ares V", Lewis abandona la NASA y se queda con su cónyuge, al igual que Vogel, que vuelve a Alemania. Mitch Henderson se retira como director de vuelo de la NASA. Beck y Johansen acaban juntos y con un hijo en común.

## Elenco
- Matt Damon como Mark Watney.
- Jessica Chastain como la comandante Melissa Lewis.
- Michael Peña como el mayor Rick Martínez.
- Kate Mara como Beth Johanssen.
- Aksel Hennie como Alex Vogel.
- Sebastian Stan como Dr. Chris Beck.
- Chiwetel Ejiofor como Vincent Kapoor.
- Jeff Daniels como Teddy Sanders, director de la NASA.
- Kristen Wiig como Annie Montrose, directora de comunicación de la NASA.
- Sean Bean como Mitch Henderson, director de vuelo de la NASA.
- Donald Glover como Rich Purnell, especialista en astrodinámica del JPL de la NASA.
- Benedict Wong como Bruce Ng, director del JPL de la NASA.
- Mackenzie Davis como Mindy Park.
- Naomi Scott como Ryoko.
- Nick Mohammed como Tim Grimes.

## Producción
En marzo de 2013, 20th Century Fox adquirió los derechos de la película, y contrató al guionista Drew Goddard para adaptar y dirigir la película. En mayo de 2014 se informó de que Ridley Scott estaba en negociaciones para dirigir una adaptación que protagonizaría Matt Damon como Mark Watney. El 3 de septiembre, Jessica Chastain se unió a la película para la protagonista femenina. El 16 de septiembre, Mackenzie Davis se unió al reparto de la película para un pequeño papel crucial. El 17 de septiembre, se le ofreció a Kate Mara el papel protagonista femenino de la película, Jessica Chastain y Kristen Wiig también estaban implicadas en el mismo papel. El 24 de septiembre, se anunció que Michael Peña estaba en las primeras conversaciones para unirse a la película, que el actor estaba interesado pero que su participación dependería de su agenda. El 2 de octubre, Jeff Daniels se unió a la película para interpretar al director de la NASA que hace frente a la crisis. El 10 de octubre, Donald Glover y Aksel Hennie se unieron a la película, ambos interpretarían a jóvenes empleados de la NASA. El 20 de octubre, Sean Bean se unió a la película para interpretar a un director de vuelo de la NASA. El 23 de octubre, Chiwetel Ejiofor y Sebastian Stan se unieron al reparto de la película, Ejiofor interpretaría Vincent Kapoor, el director de la Misión a Marte.

### Música
Harry Gregson-Williams compuso la  partitura para "The Martian". Es la cuarta colaboración entre Gregson-Williams y Scott. Gregson-Williams trabajó anteriormente en la música de las películas de Scott El reino de los cielos (2005), Prometheus (2012) y  Exodus: Gods and Kings , componiendo la banda sonora principal de la primera y última película y haciendo música adicional para las otras dos.
Un chiste en la película es el amor de la comandante Melissa Lewis por las canciones de los 70 (especialmente del género disco, que aparentemente Watney odia), la única música disponible para Watney en Marte, que a menudo aparece como música diegética. La banda sonora incluye:
- "Turn the Beat Around" de Vicki Sue Robinson
- "Hot Stuff" de Donna Summer
- "Rock the Boat" de The Hues Corporation
- "Don't Leave Me This Way" de Thelma Houston
- "Starman" de David Bowie
- "Waterloo" de ABBA
- "Love Train" de The O'Jays
- "I Will Survive" de Gloria Gaynor (créditos finales)

### Rodaje

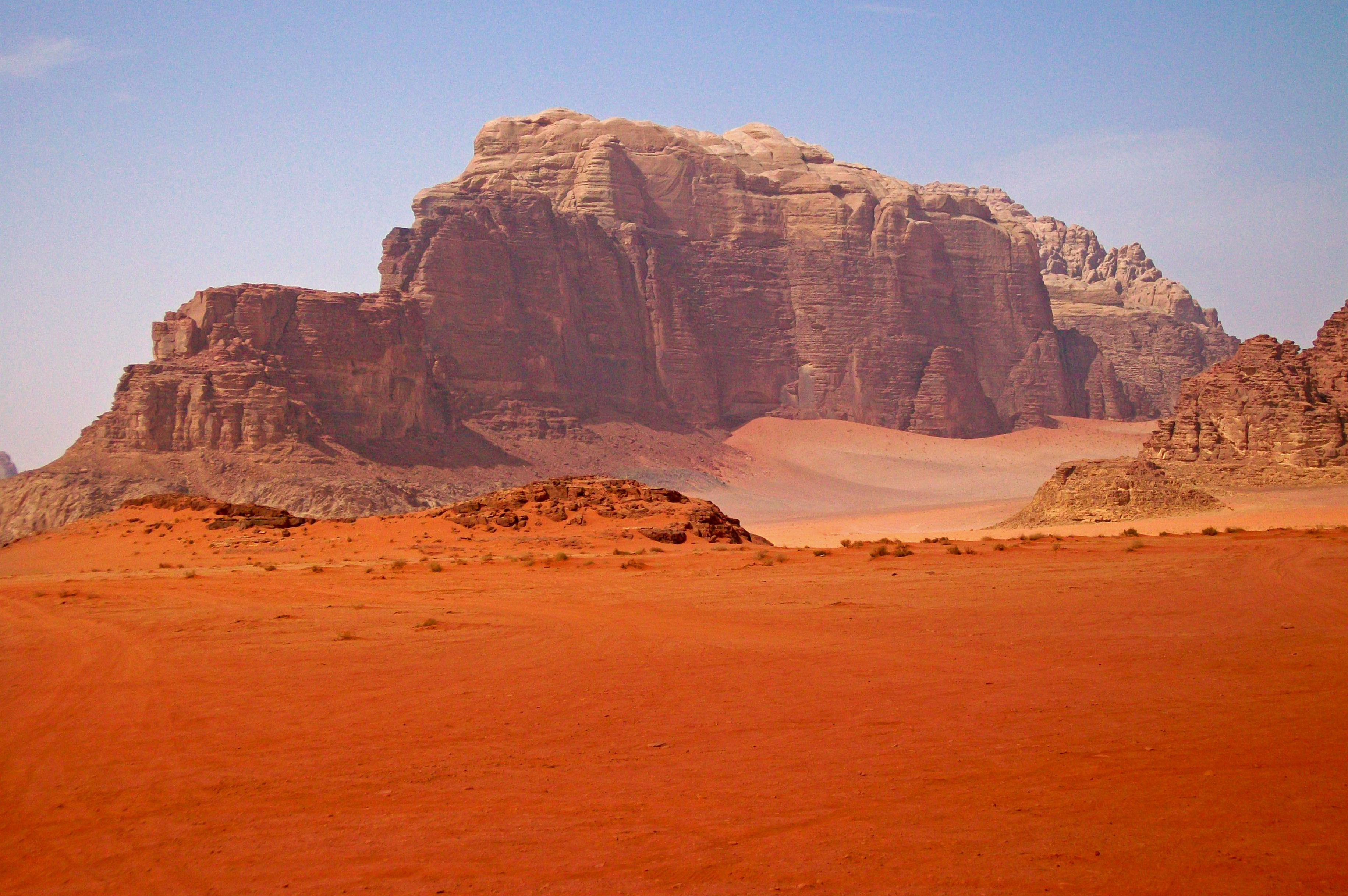
Uadi Rum en Jordania fue un práctico escenario de Marte en el rodaje de The Martian.

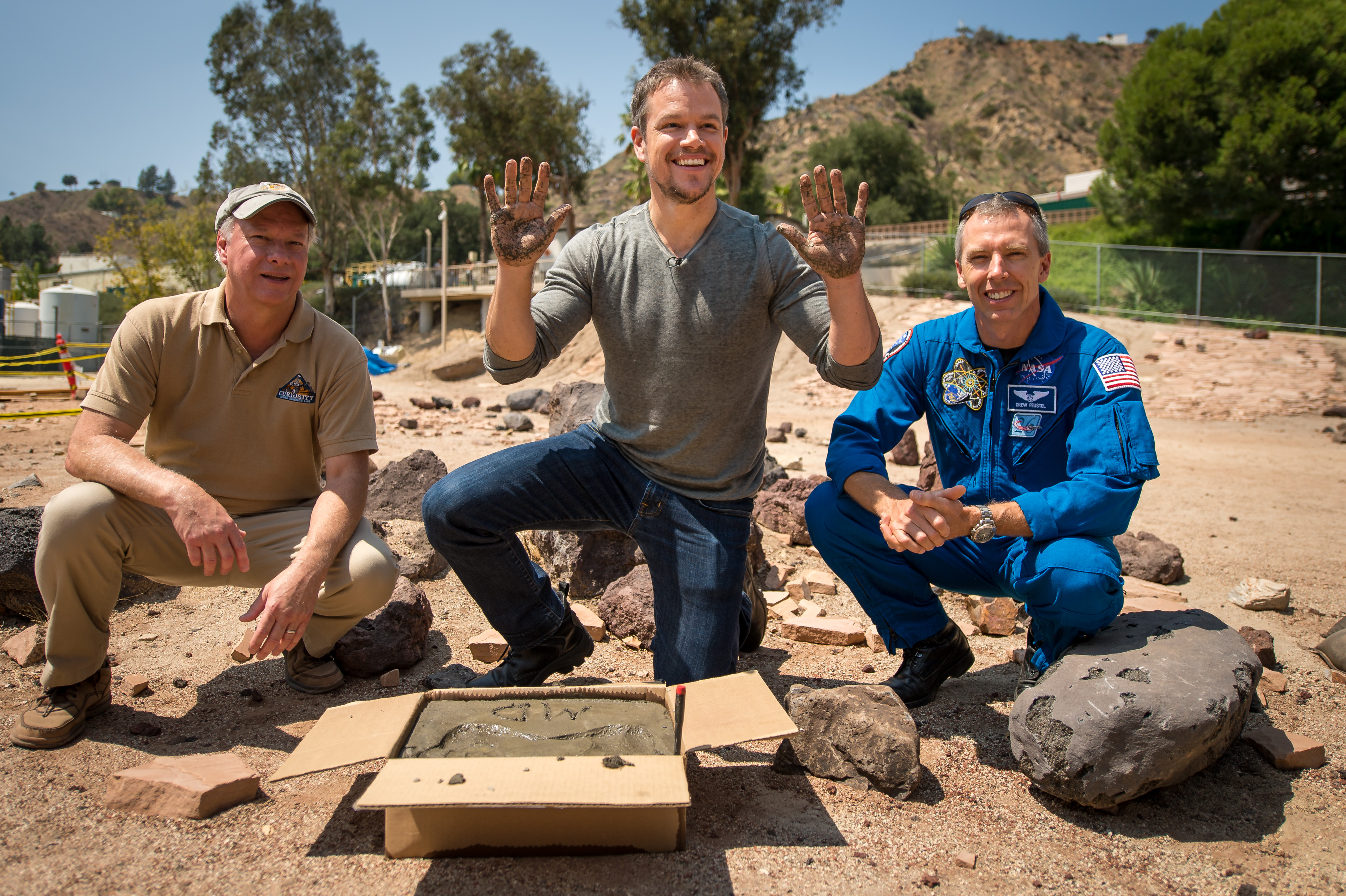
Imagen de Damon mientras imprime sus manos en cemento en el Laboratorio de Propulsión a Chorro. Está acompañado por Jim Erickson (izquierda) y Andrew J. Feustel (derecha).

Los Korda Studios 26 kilómetros (16,2 mi) al oeste de Budapest, Hungría, en el pueblo vinícola de Etyek fueron elegidos para filmar escenas interiores de  The Martian . Fue favorecido por tener uno de los escenarios de sonido más grandes del mundo. El rodaje comenzó en Hungría el 24 de noviembre de 2014. Se construyeron alrededor de 20 decorados para la película, que se filmó con cámaras 3D. Se cultivaron patatas reales en un escenario de sonido junto al usado para filmar. Se plantaron en diferentes momentos para que se pudieran mostrar diferentes etapas de crecimiento en las escenas de la película. Un equipo de seis personas construyó 15 trajes para la película. Las escenas externas, algunas con Matt Damon, fueron filmadas en Wadi Rum, un sitio del patrimonio mundial de UNESCO ubicado en Jordania, durante ocho días en marzo de 2015. Wadi Rum se había utilizado como locación para otras películas ambientadas en Marte, incluyendo  Misión a Marte  (2000),  Planeta rojo (2000) y  The Last Days on Mars  (2013). El tiempo total de filmación de la película duró aproximadamente 70 días.
Se construyó un modelo especial de un rover de Marte para la filmación; el elenco y el equipo de la película regalaron el modelo rover a Jordanía en agradecimiento por la hospitalidad que habían recibido. El rover ahora se exhibe en el Museo Real del Automóvil de Jordania.
Weir evitó escribir a Watney como solitario y deprimido en su novela. Si bien el humor de Watney se conserva en la película, Scott también describió el aislamiento del personaje en el vasto y polvoriento paisaje marciano. Todd McCarthy de  The Hollywood Reporter  escribió: "Las escenas en la Tierra proporcionan un contrapeso agitado y densamente poblado a la aridez marciana, que está magníficamente representada por exteriores filmados en las cercanías de Wadi Rum en Jordania. " Damon dijo que él y Scott se inspiraron en la película documental   Touching the Void  (2003), que presentaba escaladores de montañas atrapados. Scott también esperaba filmar a Watney como un Robinson Crusoe, un personaje en total aislamiento, pero aprendió a filmar a Watney de manera diferente, ya que el personaje controlaría a sí mismo su comportamiento bajo la vigilancia de varias cámaras de la misión.

## Estreno
En principio, su estreno en Estados Unidos se programó para el 25 de noviembre de 2015, pero finalmente se adelantó al 2 de octubre de ese mismo año.

## Recepción
The Martian recaudó 55 millones de dólares en su fin de semana de estreno en los Estados Unidos y quedó a menos de un millón de dólares del récord de recaudación para una película en ese país en el mes de octubre, el cual había sido alcanzado por Gravity en 2013. Además, la película fue muy bien recibida por la crítica, acumulando puntuaciones por encima del 90% en sitios de reseñas como Rotten Tomatoes y Metacritic.

## Premios

### Premios Óscar
| Año  | Categoría                  | Persona                                                        | Resultado |
| ---- | -------------------------- | -------------------------------------------------------------- | --------- |
| 2016 | Mejor película             | Simon Kinberg Ridley Scott Michael Schafer Mark Huffman        | Nominada  |
| 2016 | Mejor actor                | Matt Damon                                                     | Nominado  |
| 2016 | Mejor guion adaptado       | Drew Goddard                                                   | Nominado  |
| 2016 | Mejor diseño de producción | Athur Max Celia Bobak                                          | Nominados |
| 2016 | Mejor sonido               | Paul Massey Mark Taylor Mac Ruth                               | Nominados |
| 2016 | Mejor edición de sonido    | Oliver Tarney                                                  | Nominado  |
| 2016 | Mejores efectos visuales   | Richard Stammers Anders Langlands Chris Lawrence Steven Warner | Nominados |

### Globos de Oro
| Año  | Categoría                          | Persona      | Resultado |
| ---- | ---------------------------------- | ------------ | --------- |
| 2015 | Mejor película - Comedia o musical |              | Ganadora  |
| 2015 | Mejor director                     | Ridley Scott | Nominado  |
| 2015 | Mejor actor - Comedia o musical    | Matt Damon   | Ganador   |

### Premios BAFTA
| Año  | Categoría                  | Persona                                                        | Resultado |
| ---- | -------------------------- | -------------------------------------------------------------- | --------- |
| 2015 | Mejor Director             | Ridley Scott                                                   | Nominado  |
| 2015 | Mejor actor                | Matt Damon                                                     | Nominado  |
| 2015 | Mejor Diseño de Producción | Athur Max Celia Bobak                                          | Nominados |
| 2015 | Mejor montaje              | Pietro Scalia                                                  | Nominado  |
| 2015 | Mejores Efectos Visuales   | Richard Stammers Anders Langlands Chris Lawrence Steven Warner | Nominados |
| 2015 | Mejor sonido               | Paul Massey Mark Taylor Mac Ruth                               | Nominados |